# Gullow Gjeseth
Gullow Gjeseth, född den 7 maj 1937 i Nærøy, död 18 januari 2017 i Bærum, var en norsk militär.

## Biografi
Gjeseth gick ut från befälsskolan 1957 och examinerades från Krigsskolen 1959. Senare studerade han vid Hærens stabsskole (1970) och Führungsakademie der Bundeswehr (1974).
Åren 1959–1974 gjorde han trupp- och stabstjänst. Därefter var han 1974–1975 operationsofficer i Hans Majestet Kongens Garde. Åren 1976–1979 var Gjeseth instruktör vid Hærens stabsskole, följt av befordring till överstelöjtnant 1979 och tjänstgöring som stabschef vid Brigaden i Nord-Norge 1979–1980. Han var 1980–1982 chef för Hærens stabsskole och 1982–1985 stabschef vid 6. divisjon, efter att 1982 ha befordrats till överste av andra graden. Gjeseth deltog som militärrådgivare i nedrustningsförhandlingarna vid Europeiska säkerhetskonferensen  i Stockholm 1985–1986. Därefter ledde han 1986–1990 press- och informationsavdelningen i Forsvarets Overkommando, 1987 befordrad till överste av första graden. År 1990 befordrades han till generalmajor och var 1990–1994 kommendör för landstridskrafterna i Sør-Norge. Slutligen var han från 1994 till pensioneringen 1997 direktör för Forsvarets høgskole.
Gjeseth var ledamot av Utvalget for rustningskontroll og nedrustning, Den sentrale beredskapsnemnd for Regjeringens pressetjeneste i krig, Forsvarskommisjonen av 1990 och Rådet for Forsvarsstudier. Han ledde granskningskommissionen för Lillehammerfallet 1998–2000, ett arbete som dokumenterades i en offentlig utredning. Senare var han forskare vid Institutt for forsvarsstudier.
Åren 1975–1976 var han militärstipendiat vid Norsk utenrikspolitisk institutt. Han var 1996–2006 redaktör för Norsk militært tidsskrift.

## Utmärkelser
Gullow Gjeseth invaldes 1994 som ledamot av svenska Kungliga Krigsvetenskapsakademien. År 2011 tilldelades han Hakon Hansens gullmedalje för sin bok Landforsvarets krigsplaner under den kalde krigen.